# Addotto π
Un addotto π (pi greco), talvolta detto impropriamente complesso pi greco, è una specie chimica ottenuta in seguito allo scambio di un doppietto elettronico tra un orbitale π e un orbitale σ o tra due orbitali π.